# Heli (film)
Heli è un film del 2013 diretto da Amat Escalante.

## Riconoscimenti
- Festival di Cannes 2013
  - Premio per la miglior regia
- Premio Ariel 2014
  - Miglior regia[1]